# Loi 4 du football

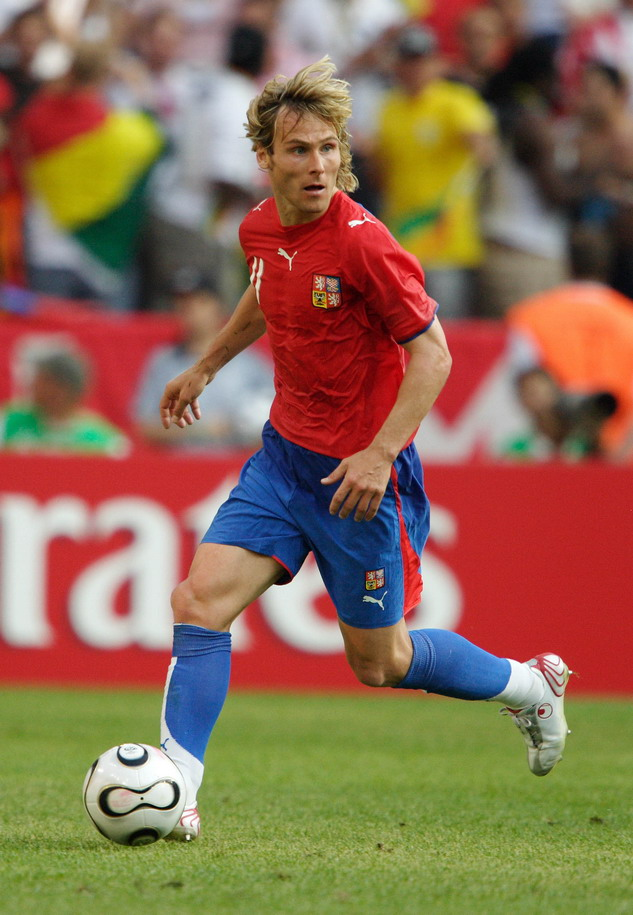
Pavel Nedvěd en équipement complet : tenue de l'équipe nationale de République tchèque et chaussures de football.

La loi 4 du football fait partie des lois du jeu régissant le football, maintenues par l'International Football Association Board (IFAB). La loi 4 se rapporte à l'équipement des joueurs.

## Sécurité
L'équipement ou la tenue des joueurs ne doit pas présenter un danger pour lui-même ou pour les autres. Ceci s'applique aussi aux bijoux en tous genres. Les crampons sont également vérifiés, pour voir s'ils ne présentent aucun danger pour l'adversaire. Les crampons ne sont pas obligatoires.

## Équipement de base
Pour un match de foot :
- un maillot ou un gilet d'équipe
- des shorts
- des bas - toute l'équipe doit avoir la même couleur de bas
- protège-tibias
- chaussures

Le gardien de but peut porter un pantalon.

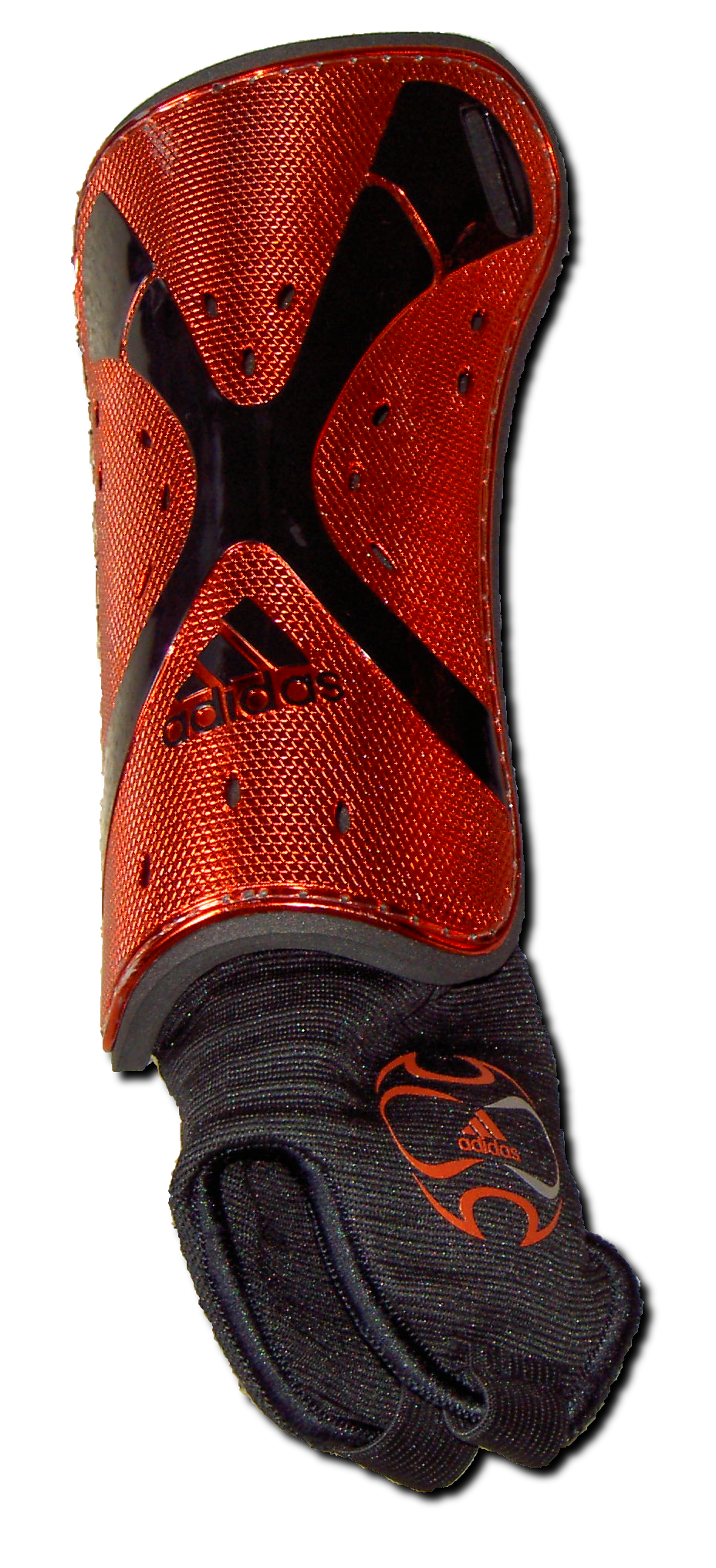
Protège-tibias

Le bas du maillot doit toujours se trouver à l'intérieur du short. Depuis la saison 2009/2010, le port de sur-chaussettes ou strap est interdit mais une tolérance est accordée si ceux-ci sont de la même couleur que les chaussettes.
Les protège-tibias doivent :
- être entièrement recouverts par les bas,
- être d’une matière adéquate (caoutchouc, plastique, ou matières similaires),
- offrir un degré de protection approprié.

Leur port est obligatoire.

## Équipement autorisé
Le joueur peut également porter des équipements supplémentaires de sécurité :
- Les protections non dangereuses, comme les casques, les masques faciaux, les genouillères et les coudières en matériaux souples, légers et rembourrés sont autorisées.
- Les lunettes sont autorisées si elles ne présentent pas de danger.
- Des équipements électroniques s'ils ne présentent pas de danger pour les autres joueurs, mais uniquement pour raisons de sécurité : il est interdit d'analyser les données durant le jeu, sauf celles relatives à la santé et la sécurité du joueur.
- Des voiles ou couvre-chef si la législation locale le permet. Ils doivent alors être noirs ou de la même couleur que le maillot, et tous les joueurs doivent avoir le même.
- Les gardiens peuvent porter gants, pantalon et casquettes en tout temps

Les joueurs de champ peuvent également porter des équipements supplémentaires, mais seulement s'il fait un temps froid :
- des cuissards, collants, ou pantalon. Ceux-ci doivent être alors de la même couleur que la couleur dominante du short;
- un maillot de corps, les manches doivent être de la couleur dominante du maillot;
- des gants fins.

Le port de bijoux est strictement interdit pour tout joueur, même recouverts de sparadrap. Les joueurs de champ ne sont pas autorisés à porter une casquette.

## Gardiens de but
Le gardien de but doit porter une tenue aux couleurs le distinguant des autres joueurs, de l’arbitre et des arbitres assistants. Il peut porter un pantalon et des gants. Il peut porter une casquette si celle ci ne présente pas de danger pour aucun joueur.

## Infractions / Sanctions
Pour toute infraction à cette loi :
- Le joueur a involontairement une tenue incorrecte :
  - le jeu ne doit pas être arrêté et le joueur ayant involontairement un équipement incorrect peut continuer à jouer jusqu'au prochain arrêt de jeu, dès lors que l'équipement incorrect ne gêne pas le jeu
  - si l'arbitre arrête le jeu ou si un équipement involontairement incorrect gêne pour le jeu (maillot déchiré entraînant une confusion, ballon qui rebondit sur un protège-tibia au sol...), une balle à terre sera accordée
  - l’arbitre enjoint au joueur contrevenant de quitter le terrain lors de l'arrêt de jeu suivant, à moins qu'il n'ait déjà corrigé sa tenue.
  - Tout joueur ayant quitté le terrain de jeu pour corriger sa tenue ne pourra y revenir sans y avoir été préalablement autorisé par l’arbitre central
  - un arbitre (pas forcément l'arbitre central) doit contrôler la conformité de l’équipement du joueur avant de l’autoriser à revenir sur le terrain de jeu
  - le joueur peut revenir durant le jeu, s'il entre au niveau de la ligne médiane, si sa tenue a été contrôlée par un arbitre et après autorisation de l'arbitre central
  - le joueur peut également revenir de tout autre endroit, si le ballon est hors du jeu, si sa tenue a été contrôlée par un arbitre et après autorisation de l'arbitre central
  - Un joueur à qui il aura été enjoint de quitter le terrain de jeu et qui revient sans autorisation préalable de l’arbitre et influence le jeu doit être sanctionné d’un avertissement (carton jaune) et d'un coup franc direct. Un joueur à qui il aura été enjoint de quitter le terrain de jeu et qui revient sans autorisation préalable de l’arbitre mais sans influencer le jeu doit être sanctionné d’un avertissement (carton jaune) et d'un coup franc indirect.
- Dans l'hypothèse où un joueur adopte volontairement une tenue incorrecte, il y a lieu de prononcer un avertissement et d'accorder un coup franc indirect.

## Reprise du jeu
Si le jeu a été arrêté par l’arbitre pour prononcer un avertissement : le match reprend par un coup franc indirect exécuté par un joueur de l’équipe adverse à l’endroit où se trouvait le ballon au moment de l’arrêt du jeu.